# Frotté (hiphopgrupp)
Frotté var en hiphopgrupp aktiv mellan åren 1996 och 2006. Gruppen kom från Hedemora i Dalarna och bestod av Agent Röd, Goop och Edberg. Frotté släppte två album Den stora daldansen 2002 och Bilmusik 2005, maxisingeln "Frenesi" 2000, två singlar, medverkade på tre Alla talar svenska-skivor samt ytterligare några samlingsskivor och mixtapes. För sitt debutalbum Den stora daldansen erhöll gruppen utmärkelsen Bästa nykomling på Swedish hip hop Awards 2003. Singeln "Krossa dom" släpptes till Världsmästerskapet i fotboll 2006. De spelade den live på TV4, i Globen och även i Tyskland.

## Biografi
1996 bildades bandet Shufflas som rappade på engelska. Gruppen bestod av sju medlemmar däribland Edberg, Goop och Röd. Senare samma år bildades även Frotté och de första låtarna tog sin form.  De tre hade träffats redan i första klass i mitten av 80-talet. Röd och Edberg hade 1990-91 rappat hemma i Röds källare till familjens hammondorgel med inbyggd trummaskin. Det hela var dock mest på skoj. Det var först 1996 som viljan, att göra seriös hiphop på svenska, blivit tillräckligt stor.
Det här var innan Petter slagit igenom. Rapmusik på svenska som hade släppts dessförinnan var med grupper som Just D och The Latin Kings samt ytterligare några enstaka akter. Frotté hade med detta inga direkta förebilder inom svensk hiphop. 
Gruppen medverkade 1997, med låtarna "Förlorare" och "Frotté kryper fram", på samlingsskivan Returmusik. Skivan var en av de allra första samlingsskivorna med svensk hiphop som släppts och låten "Frotté kryper fram" spelades samma år på P3 Soul med Mats Nileskär.
1998 kom uppföljaren Alla talar svenska där gruppens bidrag var "När Frotté skryter" och "Vad är det vi ser". Skivan fick en hel del medialt utrymme och Frotté uppmärksammades även denna gång i Nileskärs P3 Soul. Nu även med en intervju. Intervjuer följde även i Svenska dagbladet och kvällspressen. Uppmärksamheten som gruppen fick på radio och i tidningar ledde till att Frotté nu började få fler spelningar ute i landet. Mestadels handlade det om hiphop-jams men även festivalspelningar.
På Alla talar svenska medverkade även gruppen Asfalt från Stockholm. I Asfalt ingick Don Krille och mötet mellan honom och Frotté blev startskottet på en lång vänskap och självklart även många låt-samarbeten.
1999 kom den tredje och sista samlingsskivan i serien, Alla talar fortfarande svenska. Med på skivan fanns Frottés låtar "Hiphop-bönder" och "En av mig". Även denna skiva fick utrymme i medierna och nu kom även finlandssvenska Radio Extrem på besök för att intervjua gruppen.
1999 år sammanställde- och släppte gruppen även sitt första och enda demo, Dalauppror.
I början av år 2000 påbörjade trion arbetet med vad som skulle komma att bli maxisingeln "Frenesi". Skivan släpptes senare samma år och gruppen sålde den främst i samband med spelningar. Under hösten gjorde Frotté en spelning i Åbo och en i Helsingfors tillsammans med Don Krille, Qau och Sam. Spelningen i Helsingfors sändes dessutom live i Radio Extrem.
Under våren 2001 påbörjade de arbetet med debutalbumet, det som skulle komma att bli Den stora daldansen. 
Hösten 2002 släpptes skivan och den gästades av Don Krille, Chol och Akem från Headtag och toastaren Forrest Dan. Releasefesten hölls på Mango på Sveavägen i Stockholm och på scen stod, förutom Frotté och Don Krille, även Shufflas och CK. Agent Röd, DJ Silence och Fredrik Strage var kvällens DJ:s.
2002 spelades även musikvideor in till låten "Den stora daldansen" och till låten "När vi röjer".
Skivan nominerades i kategorin Bästa nykomling på Swedish hiphop-awards 2003 och gruppen plockade även hem priset.
Uppföljaren Bilmusik från 2005 visar en lite allvarligare sida av gruppen. Video till låten "Live" spelades in i Borlänge hösten 2004.
Sverige kvalificerade sig till Världsmästerskapet i fotboll 2006 i Tyskland och när det blev klart att den officiella VM-låten skulle bli Thomas Ledins gamla låt, Vi är på gång, blev killarna i Frotté upprörda och spelade in sin egen VM-låt - "Krossa dom". Låten släpptes som singel och musikvideo och det blev en del skriverier i media kring detta bland annat i Svenska Dagbladet och kvällstidningarna. TV4:s Nyhetsmorgon bjöd även in bandet till sitt morgonprogram och killarna framförde låten live där.
Frotté spelade låten inför Svenska fans på plats i Dortmund strax före Sveriges inledande gruppspelsmatch mot Trinidad-Tobago.
Sveriges gruppspelsmatch mot Paraguay visades även på storbildsskärm i Globen. Frotté spelade då låten inför tusentals svenska fans som fanns på läktarna. Sverige vann matchen med 1-0 efter ett nickmål av Fredrik Ljungberg i slutminuterna.